# Proclamación de la República Popular China

Bandera de la República Popular China

La proclamación de la República Popular China fue hecha por Mao Zedong, presidente del Partido Comunista de China (PCC), el 1 de octubre de 1949, en la Plaza de Tiananmén de Pekín. Mao proclamó el gobierno de un nuevo estado bajo el PCC, formalmente llamado Gobierno Popular Central, en la ceremonia que marcó la fundación de la República Popular China.
Anteriormente, el PCC había proclamado el establecimiento de la República Soviética de China (RSC) dentro de los territorios discontinuos de China que controlaba, el 7 de noviembre de 1931, en Ruijin, Jiangxi. La RSC duró siete años hasta que fue abolida en 1937.
La Marcha de los voluntarios se tocó como nuevo himno nacional, y la nueva bandera nacional de la República Popular China (la bandera roja de cinco estrellas) fue presentada oficialmente al estado recién fundado e izada por primera vez durante las celebraciones como una salva de 21 cañonazos a lo lejos. El primer desfile militar público del Ejército Popular de Liberación tuvo lugar después del izamiento de la bandera nacional y la interpretación del himno nacional de la República Popular China.
La República de China (ROC) se había retirado a la isla de Taiwán en diciembre de 1949.

## Declaración
Exactamente a las 3:00 pm, hora de Pekín, el 1 de octubre de 1949, Mao anunció a la nación desde lo alto de la Puerta de Tiananmén:

同胞们，中华人民共和国中央人民政府今天成立了
Tóngbāo hombres, Zhōnghuá Rénmín Gònghéguó Zhōngyāng Rénmín Zhèngfǔ jīntiān glì le!  Compatriotas, el Gobierno Popular Central de la República Popular China fue establecido hoy!

Después de sonar el himno nacional, el presidente Mao proclamó ese día la fundación de la República Popular China en lo alto de la Puerta de Tiananmén, declarando:

El pueblo de toda China se ha visto sumido en amargos sufrimientos y tribulaciones desde que el gobierno reaccionario del Chiang Kai-shek Kuomintang traicionó a la patria, se confabuló con los imperialistas y lanzó la guerra contrarrevolucionaria. Afortunadamente nuestro Ejército Popular de Liberación, respaldado por toda la nación, ha estado luchando heroica y desinteresadamente para defender la soberanía territorial de nuestra patria, proteger las vidas y propiedades del pueblo, aliviar al pueblo de sus sufrimientos y luchar por sus derechos, y finalmente eliminó a las tropas reaccionarias y derrocó el gobierno reaccionario del gobierno nacionalista. Ahora, la Guerra Popular de Liberación básicamente ha sido ganada y la mayoría del pueblo del país ha sido liberada. Sobre esta base, la primera sesión de la Conferencia Consultiva Política del Pueblo Chino, compuesta por delegados de todos los partidos democráticos y organizaciones populares de China, el Ejército Popular de Liberación, las diversas regiones y nacionalidades del país, los chinos de ultramar y otros patrióticos elementos, ha sido convocado.

En representación de la voluntad de toda la nación, [esta sesión de la conferencia] ha promulgado la ley orgánica del Gobierno Popular Central de la República Popular China, elegido
- Mao Zedong como presidente del Gobierno Popular Central;
- Zhu De, Liu Shaoqi, Song Qingling, Li Jishen, Zhang Lan y Gao Gang como (vicepresidentes de la Central gobierno popular); y
- Chen Yi, He Long, Li Lisan, Lin Boqu, Ye Jianying, He Xiangning, Lin Biao, Peng Dehuai, Liu Bocheng, Wu Yuzhang, Xu Xiangqian, Peng Zhen, Bo Yibo, Nie Rongzhen, Zhou Enlai, Dong Biwu, Seypidin, Rao Shushi, Tan Kah-kee [Chen Jiageng], Luo Ronghuan, Deng Zihui, Ulanhu, Xu Teli, Cai Chang, Liu Geping, Ma Yinchu, Chen Yun, Kang Sheng, Lin Feng, Ma Xulun, Guo Moruo, Zhang Yunyi, Deng Xiaoping, Gao Chongmin, Shen Junru, Shen Yanbing, Chen Shutong, Szeto Mei-tong [Situ Meitang], Li Xijiu, Huang Yanpei, Cai Tingkai, Xi Zhongxun, Peng Zemin, Zhang Zhizhong, Fu Zuoyi, Li Zhuchen, Li Zhangda, Zhang Nanxian, Liu Yazi, Zhang Dongsun y Long Yun como miembros del consejo para formar el Consejo de Gobierno Popular Central,

proclamó la fundación de la República Popular de China y decidió que Pekín fuera la capital de la República Popular de China.
El Consejo de Gobierno Popular Central de la República Popular China tomó posesión hoy en la capital y por unanimidad tomó las siguientes decisiones:
- proclamar el establecimiento del Gobierno Popular Central de la República Popular China;
- adoptar el Programa Común de la Conferencia Consultiva Política del Pueblo Chino como política del gobierno;
- elegir a Lin Boqu entre los miembros del consejo como secretario general del Consejo de Gobierno Popular Central;
- nombrar a Zhou Enlai primer ministro del Consejo de Administración Gubernamental del Gobierno Popular Central y al mismo tiempo ministro de Asuntos Exteriores,
- Mao Zedong como presidente de la Comisión Militar Revolucionaria Popular del Gobierno Popular Central,
- Zhu De como comandante en jefe del Ejército Popular de Liberación,
- Shen Junru como presidente de la Corte Suprema Popular del Gobierno Popular Central, y
- Luo Ronghuan como procurador general de la Fiscalía Popular Suprema del Gobierno Popular Central,

y encargarles la tarea de la pronta formación de los diversos órganos del gobierno para llevar a cabo la labor del gobierno.
Al mismo tiempo, el Consejo de Gobierno Popular Central decidió declarar a los gobiernos de todos los demás países que este gobierno es el único gobierno legal que representa a todo el pueblo de la República Popular China. Este gobierno está dispuesto a establecer relaciones diplomáticas con cualquier país extranjero. gobierno que esté dispuesto a observar los principios de igualdad, beneficio mutuo y respeto mutuo de la integridad y soberanía territorial.

Pekín, 1 de octubre de 1949
Mao Zedong
Presidente
El Gobierno Popular Central de la República Popular China

## Celebraciones
El primer desfile militar del Día Nacional tuvo lugar inmediatamente después de la proclamación de la República Popular China. Comandado por Nie Rongzhen, comandante de la Región Militar del Norte de China e inspeccionado por Zhu De, comandante en jefe del EPL, en el desfile participaron alrededor de 16.000 oficiales y personal del EPL. El desfile, que fue aprobado en junio de 1949, fue el primer desfile militar chino moderno y a gran escala, el país nunca antes había realizado una revisión pública de las tropas bajo gobiernos anteriores. Liu Bocheng propuso a los directores Yang Chengwu y Tang Yanjie organizar el desfile en el formato soviético, habiendo presenciado personalmente un desfile militar en la Plaza Roja de Moscú. La Banda de la Región Militar del Norte (ahora Banda Militar Central del EPL) proporcionó acompañamiento musical que incluía el Himno Militar del Ejército Popular de Liberación.

## Reacciones
- El Gobierno de la República de China y el líder del Kuomintang, Chiang Kai-shek, a través de su carta con motivo del 38.º Día Nacional de la República de China, describieron a la República Popular China como un "régimen títere de la Unión Soviética".